# Morpho heringi
Morpho heringi är en fjärilsart som beskrevs av Weber 1944. Morpho heringi ingår i släktet Morpho och familjen praktfjärilar. Inga underarter finns listade i Catalogue of Life.